# Espace T1
Ne doit pas être confondu avec Espace de Fréchet ou Espace de Fréchet-Urysohn.
En mathématiques, un espace accessible (ou espace T1, ou de Fréchet) est un cas particulier d'espace topologique, obéissant à l'axiome T1 des axiomes de séparation.

## Définition
Un espace topologique X est dit T1 si pour tout couple d'éléments distincts {\displaystyle (x,y)\in X^{2}}, il existe un voisinage de x qui ne contient pas y et il existe un voisinage de y qui ne contient pas x.
Notons que le « et » est seulement un « ou » pour les espaces  T0, montrant au passage que tout espace T1 est T0.

## Propriétés
Soit X un espace topologique.

### Caractérisations
Les propriétés suivantes sont équivalentes :
- X est T1 ;
- X est T0 et R0 ;
- tout singleton est fermé ;
- toute partie finie de X est fermée ;
- tout singleton est l'intersection de ses voisinages ;
- toute partie de X est l'intersection de ses voisinages ;
- pour tout x de X, l'ultrafiltre principal en x converge seulement vers x ;
- tout point limite d'une partie de X est point d'accumulation de cette partie (voir infra pour le vocabulaire).

### Points limites
On définit ici un point limite {\displaystyle a\in X} d'une partie {\displaystyle Y\subset X} comme étant tel que tout voisinage de {\displaystyle a} admette au moins un élément de {\displaystyle Y} différent de {\displaystyle a}.
On définit ici un point d'accumulation {\displaystyle a\in X} d'une partie {\displaystyle Y\subset X} comme étant tel que tout voisinage de {\displaystyle a} admette une infinité d'éléments de {\displaystyle Y}.
Une propriété fondamentale est que dans un espace T1, les notions de point limite et de point d'accumulation sont synonymes.
Ainsi, dans un espace T1, si une partie admet un point limite, alors cette partie et donc l'espace sont infinis.

## Exemples et contre-exemples

### Exemples
- Les espaces triviaux générés par l'ensemble vide ou un singleton sont trivialement T1.
- Tout espace T2 est T1. Donc par exemple les espaces métriques (munis de leur topologie naturelle).
- La topologie cofinie sur un ensemble infini est T1.

### Contre-exemples
- Tout espace muni de la topologie du point particulier (en) n'est pas T1 (mais est T0).